# Uniporus acutocaudatus
Uniporus acutocaudatus är en djurart som tillhör fylumet slemmaskar, och som beskrevs av Brinkmann 1914-1915. Uniporus acutocaudatus ingår i släktet Uniporus och familjen Uniporidae. Inga underarter finns listade i Catalogue of Life.